# NGC 2560
NGC 2560位于巨蟹座的一个星系，于1862年由德国天文学家海因里希·路易·达雷发现。它的赤经为：819.9，赤纬为：20° 59′，大小：1.7′。